# Opopaea sponsa
Opopaea sponsa är en spindelart som beskrevs av Brignoli 1978. Opopaea sponsa ingår i släktet Opopaea och familjen dansspindlar.
Artens utbredningsområde är Bhutan. Inga underarter finns listade i Catalogue of Life.